# Proathorybia
Proathorybia là một chi bướm đêm thuộc phân họ Tortricinae của họ Tortricidae.

## Các loài
- Proathorybia athorybia (Razowski, 1997)
- Proathorybia chlidonias Razowski, 1999
- Proathorybia meyi Razowski, 2001
- Proathorybia minima (Walsingham, 1914)
- Proathorybia unisignata Razowski & Pelz, 2003
- Proathorybia zonalis Razowski & Becker, 2000